# دریاچه مانژروک
دریاچه مانژروک (به لاتین: Lake Manzherok) یک دریاچه در روسیه است که در جمهوری آلتای واقع شده‌است.